# 3D Realms
3D Realms est une entreprise de développement et d'édition de jeux vidéo, fondée en juillet 1994 par Apogee Software, afin de répondre aux attentes des joueurs en matière de graphisme 3D. Jusqu'à sa fermeture le 7 mai 2009, le studio appartenait à Scott Miller qui en était le PDG, ainsi qu'à George Broussard.

## Histoire
3D Realms a d'abord édité en 1995 le jeu Terminal Velocity développé par Terminal Reality.
3D Realms sort plusieurs jeux basés sur le moteur Build, développé par Ken Silverman :
- Duke Nukem 3D (janvier 1996), qui révolutionne le monde du jeu de tir à la première personne et détrône Doom. Une extension, l'Atomic Edition (ou Plutonium Pak) sortira en décembre 1996. Atomic Edition est le premier jeu à inclure des bots (joueurs contrôlés par l'ordinateur).
- En avril 1997, 3D Realms annonce Duke Nukem Forever, la suite de Duke Nukem 3D, développée avec le moteur de Quake II. Le jeu sortira finalement le 10 juin 2011. Il a longtemps fait partie des jeux dits vaporwares.
- En mai 1997, 3D Realms sort Shadow Warrior (jeu vidéo, 1997)Shadow Warrior (toujours sous Build). Le jeu rencontre un succès modeste.

3D Realms est l'éditeur de Max Payne et de sa suite (développés par Remedy Entertainment), ainsi que de nombreux épisodes de Duke Nukem :
- Duke Nukem: Time to Kill (PlayStation) de N-Space
- Duke Nukem: Land of the Babes (PlayStation) de N-Space
- Duke Nukem (Game Boy Color) de Torus
- Duke Nukem: Zero Hour (Nintendo 64) d'Eurocom
- Duke Nukem Advance (Game Boy Advance) de Torus
- Duke Nukem: Manhattan Project (Windows) de Arush Games
- Duke Nukem Mobile (Mobiles) de Machineworks

Ces jeux reprennent l'univers de Duke Nukem mais seul Duke Nukem Advance est un jeu de tir à la première personne.
En 2008, 3D Realms développe toujours Duke Nukem Forever (depuis 12 ans). 3D Realms est aussi le producteur du jeu vidéo Prey.
Au mois de mai 2009, la société est en liquidation judiciaire. Le 7 mai 2009, le webmestre du site 3D Realms annonce officiellement la fermeture du studio, laissant alors orpheline l'une des plus grandes arlésiennes du jeu vidéo : Duke Nukem Forever. Le 19 mai 2009, le studio dément, et affirme que 3D Realms n'a pas fermé, mais que le projet Duke Nukem Forever a bien été abandonné (repris plus tard par Gearbox Software).
Dans les années 2010, 3D Realms existe techniquement toujours mais n'emploie que 3 personnes ; George Broussard, Scott Miller et Bryan Turner.
Le 2 mars 2014, le studio est racheté par Interceptor Entertainment.
Le 5 août 2021, Embracer Group annonce le rachat de 3D Realms avec 7 autres studios. Il intègre la branche Saber Interactive.